# Price (winkelketen)
MyPrice of Mere is een discountwinkel die behoort tot de Russische keten Torgservis. Buiten Rusland heeft de winkelketens vestigingen in Roemenië, Polen, Litouwen, Duitsland en België. Daarnaast heeft de winkelketen midden 2021 plannen voor vestigingen in Frankrijk.

## Aanbod
In de winkel wordt een zeer beperkt assortiment aangeboden, uitsluitend uit de lage prijsklasse. De goederen staan op pallets. Het gaat vooral om ingeblikte producten, dranken, diepvriesproducten, huishoudelijke artikelen en drogisterij-artikelen. Verse, bederfbare, producten ontbreken.
De goederen in de vestigingen in Duitsland zijn hoofdzakelijk afkomstig uit Oost-Europese landen die tot de Europese Unie behoren en dus vrij van rechten blijven. Er zijn geen artikelen uit Rusland. 
Het aangeboden assortiment schommelt sterk, dit in tegenstelling tot de bekende Duitse discounters Lidl en Aldi.
1. ↑  Russische concurrent voor Aldi en Lidl landt in België, De Tijd
2. ↑  Mere keert terug als MyPrice, 19 februari 2024